# Szentleányfalva
Szentleányfalva (románul Sânleani) falu Romániában, a Partiumban, Arad megyében.

## Fekvése
Az Alföldön, Aradtól 6 km-re északkeletre fekvő település.

## Története
A falut 1888-ban említette először oklevél Szentleányfalva néven.
1909-ben Sentlani, Szentleányfalva, 1913-ban ismét Szentleányfalva néven írták.
1910-ben 1244 lakosából 769 fő magyar, 438 német, 33 román volt. A népességből 588 fő római katolikus, 545 református, 51 görögkeleti ortodox volt.
A trianoni békeszerződés előtt Arad vármegye Aradi járásához tartozott.
A 2002-es népszámláláskor 1523 lakosa közül 1230 fő (80,8%) román, 250 (16,4%) magyar, 30 (2,0%) német nemzetiségű, 6 (0,4%) cigány etnikumú, 7 (0,5%) ismeretlen nemzetiségű volt.